# 菲利普·希肖夫
菲利普·希肖夫，保加利亞男子羽毛球運動員。

## 簡歷
2016年8月，希肖夫與亚历克斯·弗拉尔合作出戰保加利亞羽毛球公開賽男子雙打項目，在決賽中以2-0的成績（19-21、19-21）不敵泰國組合，屈居亞軍。

## 主要比賽成績
只列出曾進入準決賽的國際賽事成績：
| 年份   | 賽事                 | 公開賽級別 | 項目     | 拍檔            | 成績 |
| ------ | -------------------- | ---------- | -------- | --------------- | ---- |
| 2016年 | 希臘羽毛球國際賽     | 未來系列賽 | 男子雙打 | 佩约·博伊奇诺夫 | 亞軍 |
| 2016年 | 保加利亞羽毛球公開賽 | 國際系列賽 | 男子雙打 | 亚历克斯·弗拉尔 | 亞軍 |

| 2007-2017年 | 首要超級賽 | 超級賽 | 黃金大獎賽 | 大獎賽 | 國際挑戰賽 | 國際系列賽 | 未來系列賽 | 其他 |

| 2018-2026年 | 總決賽 | 超級1000賽 | 超級750賽 | 超級500賽 | 超級300賽 | 超級100賽 | 國際挑戰賽 | 國際系列賽 | 未來系列賽 | 其他 |

## 外部連結
- 菲利普·希肖夫的Facebook專頁